# Abryna copei
Abryna copei es una especie de escarabajo longicornio del género Abryna, subfamilia Lamiinae. Fue descrita científicamente por Vives en 2009.
Se distribuye por Filipinas. Mide 12-14,5 milímetros de longitud. El período de vuelo ocurre en el mes de septiembre.